# Chełmżyca
Chełmżyca egy kis falu Lengyelországban, a Varmia-mazúriai vajdaság (Warmińsko-Mazurskie), Iława megye területén, ezen belül a Susz járásban.
A település teljes népessége mindössze 74 fő.

## Fordítás
- Ez a szócikk részben vagy egészben  a   Chełmżyca című angol Wikipédia-szócikk fordításán alapul.  Az eredeti cikk szerkesztőit annak laptörténete sorolja fel. Ez a jelzés csupán a megfogalmazás eredetét és a szerzői jogokat jelzi, nem szolgál a cikkben szereplő információk forrásmegjelöléseként.